# Nuredduna
Nuredduna es un personaje mitológico creado por el poeta mallorquín Miguel Costa y Llobera. Es una sibila, protagonista del poema épico balear intitulado La deixa del geni grec (El legado del genio griego).
Actualmente, varios edificios y calles de Baleares llevan su nombre, y también un asteroide, el (16852) Nuredduna.

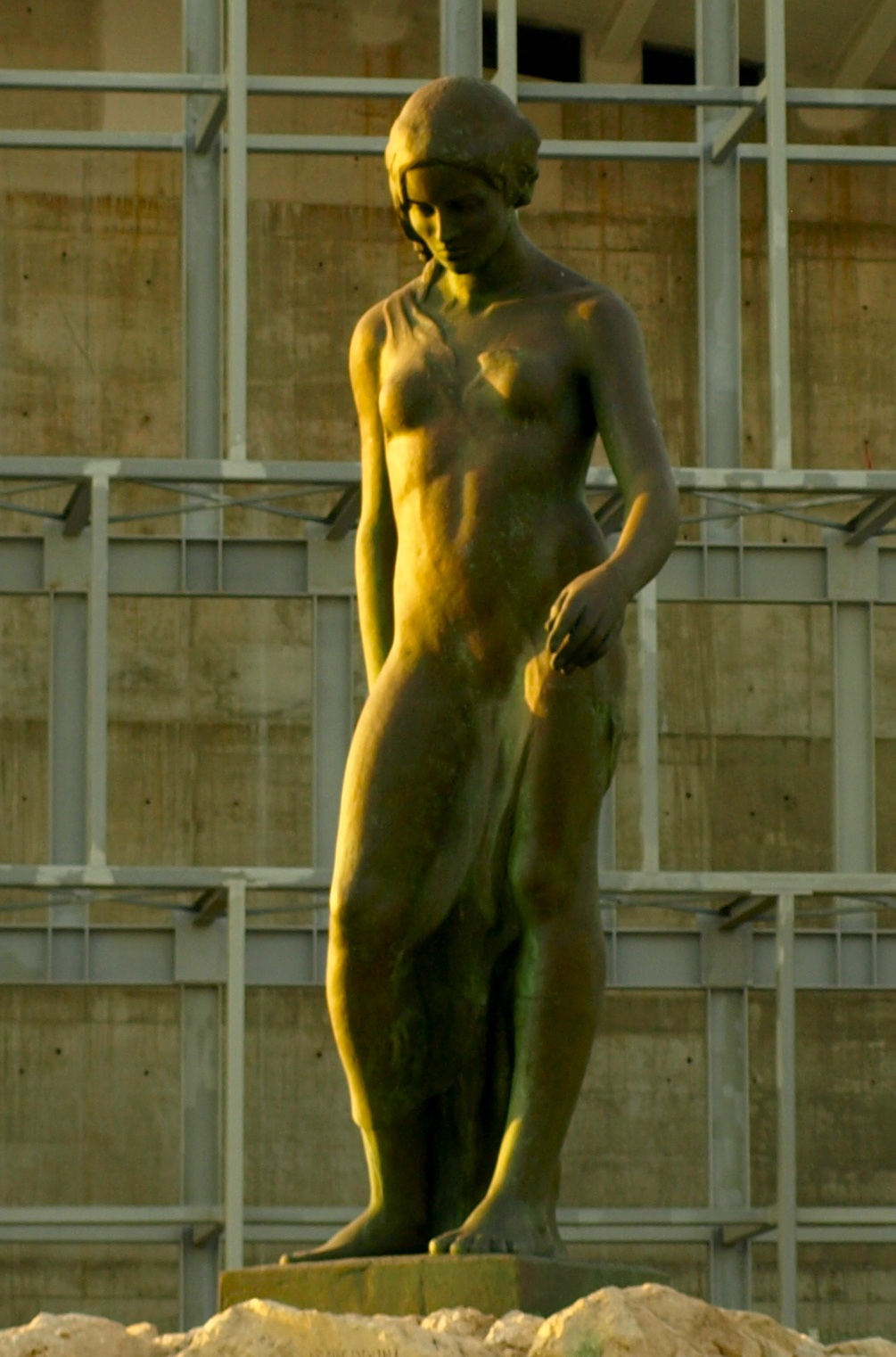
Nuredduna, escultura situada en el Paseo Marítimo de Palma de Mallorca.

## Etimología
El término Nuredduna fue acuñado por el propio Costa y Llobera sobre la base de la palabra nur, cuyo significado en las lenguas del Oriente Medio se asocia con el fuego y la luz (نور).

## Historia
El poema épico  La deixa del geni grec fue escrito en el año 1900, en Pollensa, por el poeta Miguel Costa y Llobera, y consta de un total de 642 versos alejandrinos. 
En el poema se narra la aventura de unos navegantes griegos, desembarcados hace milenios en Mallorca, en Bocchoris, cerca del Puerto de Pollensa. Con ellos, viaja un joven poeta, Melesigeni, un alter ego de Homero. En el poema se relata como dichos griegos son hechos prisioneros por las tribus de honderos nativas de la isla, para ser sacrificados en los talayots cerca de las cuevas de Artá. Empero una noche, la sibila mallorquina Nuredduna, cautivada por el canto del joven rapsoda Melesigeni, se decide a liberarlo, mientras la cereremonia de sacrificio da comienzo. Luego, con el apremio de la huida, Melesigeni olvida dentro de la cueva su lira de rapsoda. Será este, pues, el legado del genio griego, un clasicismo que fecundará la cultura popular y dará lugar a la poesía culta.

## Legado y repercusión
En noviembre de 1971, el Ayuntamiento de Palma de Mallorca decidió rendir homenaje al poeta Costa y Llobera, con motivo del cincuentenario de su fallecimiento. La corporación municipal encargó a la artista mallorquina Remigia Caubet la creación de una escultura y monumento al poeta pollencí.
En la actualidad, varias calles y edificios de Baleares llevan su nombre, entre otros, en Palma de Mallorca y Pollensa. 
La obra Nuredduna (1947) es una ópera en lengua catalana, con música de Antoni Massana i Bertran y libreto de Miguel Forteza Piña.
El asteroide (16852) Nuredduna perteneciente al cinturón de asteroides, región del sistema solar que se encuentra entre las órbitas de Marte y Júpiter, debe su nombre a la figura mitológica creada por el poeta Costa y Llobera.